# Transylvania Open
Il Transylvania Open è stato un torneo di tennis femminile, facente parte del WTA Tour 250, giocato a Cluj-Napoca, su campi in cemento indoor della Sala Polivalentă. Nell'ottobre 2021 si giocava la prima edizione. Nel 2022 e 2023 è stato votato come miglior torneo della sua categoria. Nel 2024 è stato spostato alla data di febbraio da quella autunnale tipica per il torneo.
Nel 2025 compra la licenza WTA dal torneo di Palermo e passa alla categoria WTA 250 definitvamente.

## Albo d'oro

### Singolare
| Anno | Categoria | Campionessa         | Finalista           | Punteggio     |
| ---- | --------- | ------------------- | ------------------- | ------------- |
| 2021 | WTA 250   | Anett Kontaveit     | Simona Halep        | 6–2, 6–3      |
| 2022 | WTA 250   | Anna Blinkova       | Jasmine Paolini     | 6–2, 3–6, 6–2 |
| 2023 | WTA 250   | Tamara Korpatsch    | Elena-Gabriela Ruse | 6–3, 6–4      |
| 2024 | WTA 250   | Karolína Plíšková   | Ana Bogdan          | 6–4, 6–3      |
| 2025 | WTA 250   | Anastasija Potapova | Lucia Bronzetti     | 4-6, 6-1, 6-2 |

### Doppio
| Anno | Categoria | Campionesse                      | Finalista                                   | Punteggio        |
| ---- | --------- | -------------------------------- | ------------------------------------------- | ---------------- |
| 2021 | WTA 250   | Irina Bara Ekaterine Gorgodze    | Aleksandra Krunić Lesley Pattinama Kerkhove | 4–6, 6–1, [11–9] |
| 2022 | WTA 250   | Kirsten Flipkens Laura Siegemund | Kamilla Rachimova Jana Sizikova             | 6–3, 7–5         |
| 2023 | WTA 250   | Jodie Burrage Jil Teichmann      | Léolia Jeanjean Valerija Strachova          | 6–1, 6–4         |
| 2024 | WTA 250   | Caty McNally Asia Muhammad       | Harriet Dart Tereza Mihalíková              | 6–3, 6–4         |
| 2025 | WTA 250   | Magali Kempen Anna Sisková       | Jaqueline Cristian Angelica Moratelli       | 6-3, 6-1         |